# Szeretettel jönnek hozzád
A Szeretettel jönnek hozzád egy egyházi ének. Dallama a Zsasskovszky-Tárkányi énektárból való, szövegét Tárkányi Béla írta.

## Kotta és dallam
| Szeretettel jönnek hozzád, Atyánk, hívő gyermekid, Meghálálni kegyelmednek nagy jótéteményeit. Az oltár szent zsámolyához buzgó szívünk imádást hoz, Áldozatul hozza néked legtisztább érzelmeit.         | Szálljon égbe örömhangja a dicsérő éneknek, Zengje velünk az ég és föld: dicsőség az Istennek! Legyen áldás az Atyának, ő egyszülött szent Fiának, Legyen áldás és dicséret együtt a Szentléleknek!       |
| Üdvözítőnk tanítása szeretet szent törvénye, Melyet hirdet szent egyháza lelkünk örök üdvére. Uram, segíts megmaradnunk híven abban, amit vallunk, Hogy hitünknek világánál lelkünk célját elérje.        | Szeretetnek szent emléke ez az örök áldozat, Mit most szolgád az oltáron, Uram, neked bemutat. Add, hogy kik most buzgón áldunk, érted áldozattá váljunk, Szeretetben élve s halva lássuk egykor arcodat. |
| Az angyalok énekével egyesüljön énekünk, Zengvén a szív örömével: szent vagy, édes Istenünk! Szereteted bizonysága az ég és föld alkotmánya. Szent vagy! ég, föld ezt kiáltsa, szent vagy, édes Istenünk! | |

## Felvételek
- Szeretettel jönnek hozzád. YouTube. Kiskunfélegyháza, Új-templom (2012. december 12.)  (Hozzáférés: 2017. február 10.) (videó)
- Szeretettel jönnek hozzád. Barbacs (Hozzáférés: 2017. február 11.) (videó)
- SzVU 230. YouTube (2011. január 2.)  (Hozzáférés: 2017. február 10.) (audió) orgona előjáték